# Jan Bojarczak
ks. Jan Stanisław Bojarczak (ur. 10 maja 1905 w Kunowie, zamordowany ok. 5 października 1941 w Kamieńcu Podolskim) – polski duchowny rzymskokatolicki.

## Życiorys
Był synem Józefa i Wincentyny z Fornalskich, a także bratem ks. Mariana Bojarczaka (proboszcza w Wierzbicy). W 1927 r. zrezygnował ze studiów na Wydziale Weterynarii w Warszawie i postanowił zostać księdzem. W 1928 r. został klerykiem w rzymskokatolickim seminarium duchownym we Lwowie. 22 marca 1929 otrzymał tonsurę. 26 kwietnia 1932 w bazylice archidiecezjalnej we Lwowie otrzymał święcenia kapłańskie z rąk arcybiskupa Bolesława Twardowskiego. Pracował jako ksiądz kolejno w Wiązownicy, Podhajcach, Bóbrce, Borszczowie i Nowosiółce Biskupiej. W czasie II wojny światowej pracował na dawnej granicy polsko-radzieckiej organizując pomoc dla ludności polskiej, odprawiając msze i pogrzeby w obliczu prześladowań Polaków ze strony ZSRR. Po ofensywie niemieckiej na ZSRR pracował także w okolicach Kamieńca Podolskiego wśród miejscowej ludności katolickiej. Pomagał również unitom odprawiając msze, udzielając chrztów i ślubów. W Kamieńcu Podolskim, razem z księdzem Turkiewiczem, został aresztowany przez gestapo dnia 2 października 1941 pod pretekstem agitacji antyniemieckiej i w kilka dni później został rozstrzelany. Pochowano go na tyłach komendy policji niemieckiej w Kamieńcu Podolskim.

## Wywód przodków
| 4. Jan Bojarski (ur. 1840)                                                          |  |                                     |  |  |                  |
|                                                                                     |  | 2. Józef Bojarczak (1864-1919)      |  |  |                  |
| 5. Franciszka z Pikulskich (ur. 1840)                                               |  |                                     |  |  |                  |
|                                                                                     |  |                                     |  |  | 1. Jan Bojarczak |
| 6. Józef Wacław Kazimierz Fornalski (1847-1893; artysta-rzeźbiarz, wnuk Franciszka) |  |                                     |  |  |                  |
|                                                                                     |  | 3. Wincentyna Fornalska (1869-1909) |  |  |                  |
| 7. Waleria ze Stawińskich (1848-1909)                                               |  |                                     |  |  |                  |
|                                                                                     |  |                                     |  |  |                  |